# جوليان بينيت
جوليان بينيت (بالإنجليزية: Julian Bennett)‏ (17 ديسمبر 1984 بنوتنغهام في المملكة المتحدة - ) هو لاعب كرة قدم بريطاني في مركز الظهير. لعب مع شروزبري تاون وشيفيلد وينزداي وكريستال بالاس ونادي والسول ونوتينغهام فورست ونادي ساوثيند يونايتد.

## وصلات خارجية
- جوليان بينيت على موقع قاعدة بيانات كرة القدم.إي يو (الإنجليزية)
- جوليان بينيت على موقع Soccerbase.com (لاعب) (الإنجليزية)